# Коянкулак
Коянкулак (каз. Қоянқұлақ, до 1999 г. — Южное) — упразднённое село в Шалкарском районе Актюбинской области Казахстана. Входило в состав Бозойского сельского округа. Код КАТО — 156437300. Исключено из учётных данных в 2023 г.

## Население
В 1999 году население села составляло 226 человек (122 мужчины и 104 женщины). По данным переписи 2009 года, в селе проживал 131 человек (74 мужчины и 57 женщин).